# هاور
هاور (Havar) روستایی از توابع بخش سملقان شهرستان سملقان در استان خراسان شمالی ایران است.
هاور از جمله روستا هایی است که در میان جنگل های شهرستان سملقان قرار گرفته است.
این روستا مکانی دیدنی با جاذبه هایی زیبا در دل کوهستان های خراسان شمالی قرار گرفته است، برای رسیدن به این روستا، از ابتدای جاده اصلی (بین المللی) باید حدود 14 کیلومتر را طی مسیر نمایید. در مسیر رسیدن به روستا، زیبایی های بکر و دیدنی از قبیل جنگل، کوههای زیبا با دره هایی عمیق و چشم نواز، لذتی مثال زدنی  را برای گردشگران ایجاد می کند. زمانی که به ابتدای حلقه هاور رسیدید، در یک سراشیبی قرار گرفته و وارد دره می شوید، دره ایی که برای صخره نوردان و کوهنوردان بسیار جذاب و دیدنی خواهد بود، و پس از طی مسیر در این دره تقریبا باریک، گذر کرده و به ابتدای باغهای روستا خواهید رسید و پس از آن، به روستای هاور خواهید رسید که در یک چاله مانند قرار گرفته است.  

## جمعیت
بر پایه سرشماری عمومی نفوس و مسکن در سال ۱۳۹۵ جمعیت این مکان ۱۸۰ نفر (۴۸خانوار) بوده‌است.

## مسیریابی
مسیر رسیدن به روستای زیبای هاور، جاده خاکی می باشد و برای هر ماشینی مناسب نیست، ولی در این مسیر بهترین و زیباترین دره ها و لذتبخش ترین تصاویر را خواهید دید. بهترین زمان برای رفتن به هاور، فصل بهار و تابستان است.

## پوشش گیاهی
پوشش گیاهی روستای هاور، متشکل از گیاهان طبی از قبیل: آق باش، آنهخ (چای سبز)، مرزه کوهی و... دارد. همچنین، درختان گلابی وحشی و ولیک در بخش هایی از جنگل های این روستا نیز وجود دارد.

## حیوانات
در منطقه روستای هاور، حیوانات وحشی مانند خرس، پلنگ، گرگ، روباه،مارهای سمی و عقاب طلایی وجود دارد. دلیل وجود این حیوانات وحشی، بکر بودن این منطقه توریستی می باشد.

## مکانهای تفریحی
مناطق تفریحی روستای هاور بسیار زیاد هستند، اما برای رسیدن به برخی از آنها، نیاز به پیاده روی های زیادی است. یکی از مکان های تفریحی این روستا، بافت قدیمی آن می باشد که اکنون با تغییر این بافت به ساختمانهای جدید، برخی از زیبای هایی این روستا در حال از بین رفتن است. حلقه هاور نیز یکی دیگر از این مکان ها است که با یک پیاده روی 5 تا 10 دقیقه ایی می توانید از آن بازدید نمایید. سنگ سوراخ یا به گویش محلی "گَورکُن" مکانی زیبا برای کوهنوردان می باشد که نیاز به یک پیاده روی 3 تا 4 ساعته دارد. یکی دیگر از مناطق دیدنی روستا، مکانی مشهور به "یخچال" می باشد. همچنین، یکی از کوههای زیبای آن که از روستا قابل دیدن می باشد و در طبیعت چشم نوازی می کند، کوهی به نام برج یا به زبان محلی"رَفع بُورج" می باشد. دیگر مکان دیدنی این روستای گردشگری زیبا، که در ابتدای ورود به دره، چشم نوازی می کند، قله "تیغ بل" می باشد.

## گویش و زبان
گویش مردمان این منطقه به زبان کرمانجی می باشد.  

## طوایف
طایفه های اصلی در این روستا، متشکل از شیردل, کنعانی،رجایی، صنعتی، ابراهیم ثانی، نعیمی، صادقی و غیره می باشند.

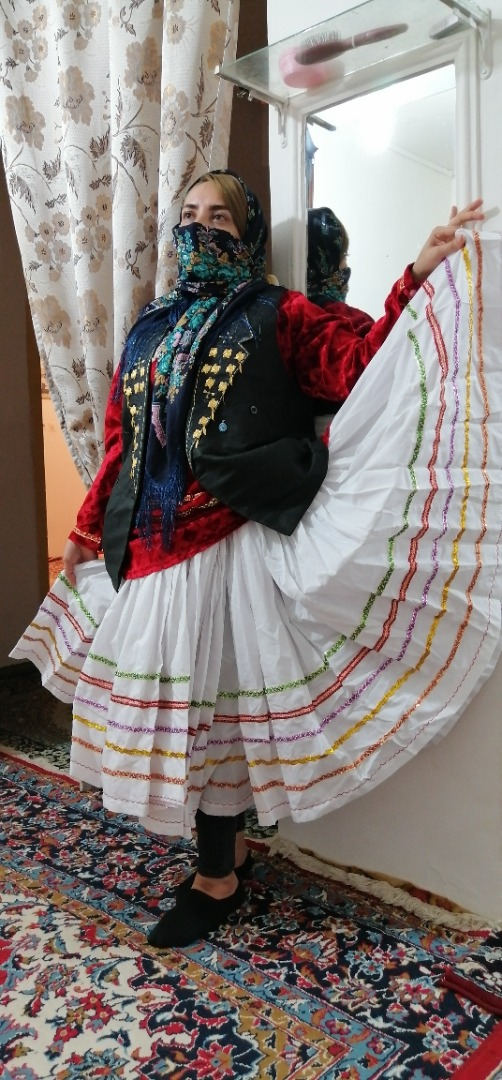
پوشش یک زن کرمانج

## پوشش مردمان روستای هاور

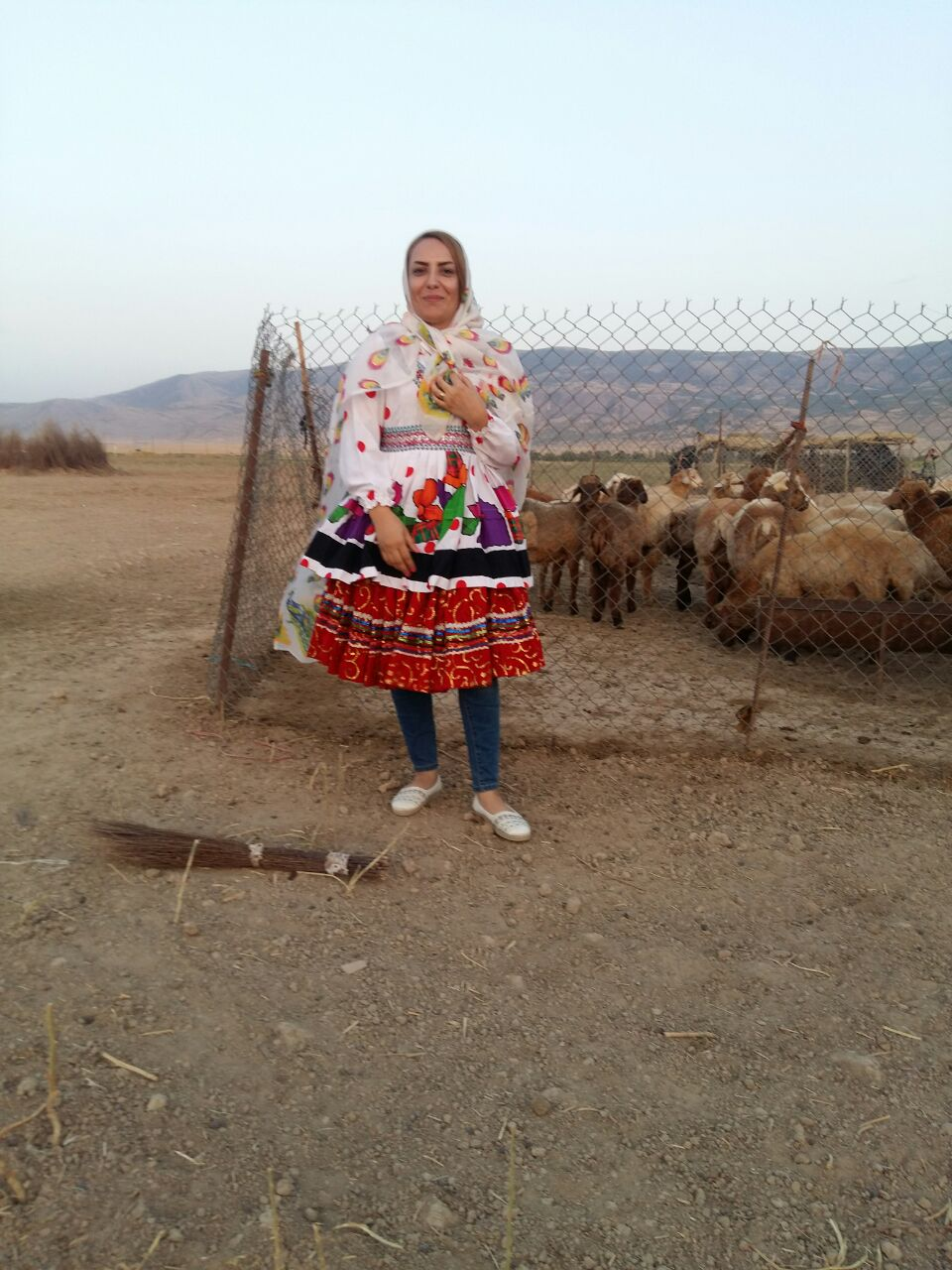
پوشش زن کرمانج روستای هاور

پوشش مردمان این روستا به شیوه کرمانج ها می باشد.